# Ferrari (efternamn)
Ferrari är ett italienskt efternamn. 

## Personer med efternamnet
Personer utan angiven nationalitet är från Italien
- Alexander Ferrari (1921–2002), från Österrike, ifrågasatt relevans
- Benedetto Ferrari (1597–1681), poet och tonsättare
- Carlotta Ferrari (1837–1907), författare och tonsättare
- Enzo Ferrari (1898–1988), tävlingsförare och företagsledare (se ovan)
- Ettore Ferrari (1845–1929), skulptör
- Giancarlo Ferrari (född 1942), bågskytt
- Gillian Ferrari  (född 1980), kanadensisk ishockeyspelare
- Giovanni Ferrari (1907–1982), fotbollsspelare
- Giuseppe Ferrari (1812–1876), filosof, historiker och politiker
- Jean-Noël Ferrari (född 1974), fransk fäktare
- Jérôme Ferrari (född 1968), fransk författare och filosofilärare
- Lodovico Ferrari (1522–1565), matematiker
- María Paz Ferrari (född 1973), argentinsk landhockeyspelare
- Matteo Ferrari (född 1979), fotbollsspelare
- Paolo Ferrari (1822–1889), författare
- Piero Ferrari (född 1945), företagsledare (se ovan)
- Philipp la Rénotière von Ferrary (1850–1917), frask filatelist
- Roberto Ferrari (fäktare) (född 1923), fäktare
- Vanessa Ferrari (född 1990), gymnast
- Virginio Ferrari (född 1952), roadracingförare